# Patrick Brydone
Pour les articles homonymes, voir Brydone.
Patrick Brydone est un voyageur et auteur écossais, né le 5 janvier 1736 à Coldingham, dans le Berwickshire, en Écosse (Royaume-Uni) et mort le 19 juin 1818 à Coldstream (Berwickshire).

Carte de Tour through Sicily and Malta, 1806

## Biographie
Patrick Brydone était le fils d'un ministre de l'Église d'Écosse. Après des études à l'Université de Saint Andrews, il partit à l'étranger comme compagnon de voyage et guide de plusieurs gentlemen. En Suisse à partir de 1765 il se livra à des expériences sur l'électricité. De 1767 à 1771, il accompagna en Italie, en Sicile et à Malte le jeune Lord William Fullarton. Il était à Florence en novembre 1769 et à Naples en mai 1770. La Sicile, qu'il visita ainsi que Malte avec Mr Glover entre le 14 mai et le 1er août 1770, fut le sujet d'une série de lettres adressées à un certain William Beckford, de Somerley (Suffolk). Ayant ensuite passé l'hiver à Rome et regagné la Suisse, il publia à Londres, en 1773, un récit de ses voyages en Sicile et à Malte. L'ouvrage rencontra un intérêt exceptionnel et fut commenté très favorablement par la Monthly Review. Un ancien consul en Sicile, George Tatem, le qualifia de "romance" en raison des conversations  qu'il rapporta avec des prêtres et d'autres Siciliens, provoquant dans les années suivantes une certaine réticence de ces derniers à converser avec les voyageurs. Au cours des deux années suivantes, parurent des traductions en allemand et en français. Une seconde édition anglaise fut publiée en 1790. Les observations de Brydone sur les coulées de lave anciennes lui firent supposer que la Terre était beaucoup plus ancienne qu'on le pensait généralement à l'époque. Le succès de cet ouvrage permit à Patrick Brydone d'entrer à la Royal Society en 1783. Les relations qu'il y noua l'aidèrent à obtenir, en 1799, le poste de contrôleur du bureau du timbre. Il se retira à Lennel House, près de Coldstream (Berwickshire) où il mourut en 1818. Outre le récit de son voyage en Sicile et à Malte, il est l'auteur de plusieurs articles publiés dans les Philosophical Transactions.

## Œuvres
- A tour through Sicily and Malta. In a series of letters to William Beckford, Esq. of Somerly in Suffolk, Londres, W. Strahan and T. Cadell, 1773 (première édition).
- Voyage en Sicile et à Malte, traduit par Jean-Nicolas Démeunier, éd. Pissot et Le Jay, Amsterdam et Paris, 1776.

### Sources
- (en) Liste des membres de la Royal Society
- (it) Le voyage en Sicile